# Приморское сельское поселение (Челябинская область)
Приморское се́льское поселе́ние — муниципальное образование в Агаповском районе Челябинской области Российской Федерации. В рамках административно-территориального устройства муниципальное образование  соответствует административно-территориальной единице Приморский сельсовет.
Административный центр: посёлок Приморский.

## География
Расположено на юге Челябинской области.
Рельеф: полуравнина, перепад высот от 405 до 422 м. Ландшафт: ковыльно-разнотравная степь. Протекает река Урал, 

## История
Статус и границы сельского поселения установлены Законом Челябинской области от 26 августа 2004 года № 259-ЗО «О статусе и границах Агаповского муниципального района и сельских поселений в его составе»

## Население
| 1995  | 2002  | 2010  | 2011  | 2012  | 2013  | 2014  |
| ----- | ----- | ----- | ----- | ----- | ----- | ----- |
| 3944  | ↗4252 | ↘3953 | ↗3956 | ↘3900 | ↗3934 | ↗3945 |
| 2015  | 2016  | 2017  | 2018  | 2019  | 2020  | 2021  |
| ↘3902 | ↗3934 | ↘3912 | ↘3888 | ↘3851 | ↘3823 | ↘3727 |
| 2023  |       |       |       |       |       |       |
| ↘3713 |       |       |       |       |       |       |

Национальный состав: русские, башкиры, татары, украинцы, белорусы, казахи, мордва, немцы, азербайджанцы.

## Состав сельского поселения
| № | Населённый пункт | Тип населённого пункта          | Население |
| - | ---------------- | ------------------------------- | --------- |
| 1 | Верхнекизильское | село                            | ↘689      |
| 2 | Приморский       | посёлок, административный центр | ↘2624     |
| 3 | Ржавка           | посёлок                         | ↘640      |

## Экономика
- ООО «Уральская молочная компания»,
- ООО «Овощное сельское хозяйство»,
- АО «МПС-Маш».

## Инфраструктура
- ООО «Приморский водоканал»,
- МОУ «Приморская средняя общеобразовательная школа»,
- МОУ «Ржавская средняя общеобразовательная школа»,
- МОУ «Верхнекизильская основная общеобразовательная школа»,
- МДОУ «Детский сад «Дюймовочка»,
- МУ дополнительного образования «Детская школа искусств»,
- МУК «Приморская централизованная клубная система»,
- Приморская врачебная амбулатория,
- офис врача общей практики.